# Nike Fossae
Le Nike Fossae sono una struttura geologica della superficie di Venere.